# Microsoft Office Live Meeting
Microsoft Office Live Meeting，是微軟公司一项已关闭的订阅式网络会议服务。Live Meeting包括安装在客户机PC上的软件，所有客户端都可以通过总服务器进行连接。2017年12月31日，微软关闭了这项服务。微软现在正在开发Skype for Business，这是一种一体化的企业通信产品，可以在企业内部使用，也可以通过互联网使用。

## 简介
Microsoft Office Live Meeting是款独立的软件，在微软的官方网站可以免费下载。微软还提供一个基于 Java 的控制台，上面包含了发布功能。它可以运行在 Mac OSX 和 Solaris 系统中。Live Meeting桌面客户端不能兼容火狐和 Safari 3.x。但是，如果会议组织者发布了用于访问会议的 HTTP URL，非Windows用户就可以连接到基于网络的Live Meeting。
Live Meeting是一个一体化软件（允许整合音频会议）。通过网络，用户能够控制PSTN线路（所有参会人静音、弹出参会人等）。账户被分组到会议中心（唯一网址），以www.livemeeting.com/cc/.，或www.placeware.com/cc/...开始。用户可免费加入线上会议。Live Meeting的收费基于会议发起人的帐户。分销商主要负责按分钟或每月收取账户的固定费用（全球电信公司）。
随着Office 365的推出，微软鼓励Live Meeting的用户转移到Microsoft Lync服务器。

## Live Meeting 2007
微软为Microsoft Office Live Meeting 2007 提供了托管模式，以及客户驻地设备（CPE）解决方案，即 Office Communications Server 2007。除了微软直接提供 Microsoft Office Live Meeting 2007外，分销商还提供 Microsoft Office Live Meeting 2007的收费服务。如果参会者使用会议服务或 Office Communications Server 2007（OCS 2007）加入网络会议，那么他们就可以使用相同的客户软件了。
新功能包括：
- 富媒体演示（包括Windows 媒体和闪存）
- 实时网络摄像头视频
- Microsoft RoundTable的“全景视频”
- 多方双向 VoIP 音频
- PSTN 和 VoIP 音频集成
- 有源扬声器指示灯
- 公开活动页面
- 高级测试和分级
- 高保真录音
- 个人录音
- 虚拟分组讨论室
- “讲义”分发（文件传输）

Live Meeting Web Access（MWA）在这一版本中进行了重新设计，使用户体验和Windows上的新Live Meeting客户端保持一致。其中一个好处是：Live Meeting Web Access是一款 Java小程序，可以运行在 Linux、Solaris和 macOS等非Windows操作系统上。
Live Meeting产品也打算与 Polycom CX5000（以前被称为Microsoft RoundTable）配合使用。该摄像头经过优化，可以和微软 Office Live Meeting 2007一起使用。该版本有个新特点：允许Microsoft Office Live Meeting客户端自动切换视频窗口给正在发言的人。这种自动切换功能并非Polycom CX5000独有，它在任何USB摄像机上都可用。CX5000最大的优势在于它360度的摄像机视角，适合会议室中有多位与会者。CX5000通过专门设计的麦克风，可以确定发言者的位置，并将画面中心转移到发言者的位置。

## 发展历程
Live Meeting的开发者最初是一家稱為PlaceWare的独立公司。微软收购PlaceWare是为了改进自身的网络会议技术NetMeeting。微软后来放弃了对NetMeeting的开发。